# 尤利多
尤利多（?—?），东汉时龟兹王。
永平十八年（75年），焉耆和龟兹两国投靠北匈奴，进攻西域都护陈睦，陈睦全军覆没。永元三年（91年），龟兹、姑墨、温宿等国，都向汉朝投降。十二月，汉朝重新设置西域都护，骑都尉和戊校尉、己校尉。汉和帝将班超任命为西域都护。将龟兹送到汉朝做人质的王子白霸封为龟兹王，派司马姚光护送回国。班超和姚光一起使龟兹，废掉国王尤利多而改立白霸，让姚光带着尤利多返回洛阳。